# Joan Ignasi Pla i Durà
Joan Ignasi Pla i Durà (Atzeneta d'Albaida, 31 de juliol de 1959) és un polític valencià, secretari general del Partit Socialista del País Valencià (PSPV-PSOE) en dues ocasions: l'any 1999 i després entre el 2000 i el 2007. També ha estat diputat a les Corts Valencianes a la VI i VII Legislatures, liderant l'oposició al president Francisco Camps.

## Biografia
Llicenciat en Dret i diplomat en Administracions Públiques, és funcionari de carrera de la Generalitat Valenciana, tot i que va exercir de cap de personal de l'Ajuntament de València entre el 1985 i 1987; any en el qual passa a ser assessor en matèria d'educació i cultura del mateix ajuntament des d'on va participar en el projecte del Palau de la Música. El 1991 és nomenat secretari tècnic de l'Institut Valencià de la Joventut fins al 1995, any que el PSPV perd el govern de la Generalitat.

### Secretaria general del PSPV
Joan Ignasi Pla s'incorpora com a secretari d'organització a l'executiva nacional del PSPV-PSOE comandada per Joan Romero l'any 1997. Dos anys més tard acabà substituint-lo al capdavant del partit després d'un congrés extraordinari celebrat el setembre de 1999 en un context de profunda crisi del partit en que s'imposà a Antoni Asunción, candidat socialista a les eleccions celebrades mesos abans. Pla i la seua executiva va dimitir dos dies després d'aquell congrés forçat per l'aleshores secretari general federal del PSOE Joaquín Almunia.
L'any 2000 obté l'acta de diputat al Congrés espanyol. Joan Ignasi Pla exercia de diputat ja en l'anterior legislatura quan va accedir en substitució del dimitit Romero l'abril de 1999. D'aquesta manera Pla renova l'acta des d'on comença de nou la seua carrera cap a la secretaria general del PSPV-PSOE.
El setembre del mateix any 2000, un any després de l'anterior congrés nacional, es celebra un nou Congrés del PSPV a Alacant en que Pla torna a optar al lideratge del partit. Aconsegueix guanyar-lo amb un estret marge davant José Luis Ábalos i a més distància d'Andrés Perelló i Josep Bresó. Aquesta vegada Pla aconsegueix la legitimitat interna per a encapçalar l'oposició al Partit Popular (PP) que en aquell moment acabava de renovar el govern de la Generalitat amb Eduardo Zaplana al capdavant i una ampla majoria parlamentària. Pla es trobava amb la dificultat d'haver de liderar l'oposició des del seu escó al Congrés espanyol i no a les Corts Valencianes.
Pla presenta per primera vegada la seua candidatura a la presidència de la Generalitat Valenciana a les eleccions de 2003 i cau derrotat davant del candidat del PP Francisco Camps, que també es presenta per primera vegada. Joan Ignasi Pla, ara des de les Corts, encapçala l'oposició a Camps en una legislatura marcada per la reforma de l'Estatut d'Autonomia (pactada entre el PP i PSPV) i la moció de censura presentada pels socialistes contra Camps arran de l'accident de Metro València de 2006 i els casos de corrupció que esquitxen el govern valencià.
El maig de 2007 torna a encapçalar la candidatura socialista a les eleccions a les Corts Valencianes. Pla torna a perdre davant Camps que amplia la seua majoria absoluta i anuncia que deixarà el lideratge socialista després del Congrés del partit previst per a 2008, però l'esclat d'un escàndol al voltant d'una reforma al seu domicili que no havia pagat l'empeny a dimitir de tots els càrrecs: secretari general del PSPV i síndic-portaveu a les Corts, mantenint però l'escó al parlament valencià fins al final de la legislatura.

### Abandonament de la política
El juny de 2011, tancada la VII Legislatura de les Corts, Pla deixa l'escó de diputat i el seu partit el proposa per tal de formar part del Consell Jurídic Consultiu, òrgan estatutari valencià. Després de 6 anys renuncia al càrrec i s'incorpora com a alt executiu a l'empresa valenciana Gesmed, que gestiona centres i serveis sociosanitaris.
El 2025 es va fer pública la seua eixida del Grup Imedes, matriu de Gesmed, per tal de dirigir la patronal valenciana d'empreses de transport de viatgers (Adiva), sector amb el que Pla té vincle donat que la seua família és propietària de l'empresa Autocares Pla.